# 瑞穗集團
瑞穗集團是以日本埼玉縣為主要據點，經營藥劑師國家考試補習班、專門學校、醫療集團瑞穗會等醫藥相關事業的集團法人。
集團是由曾任琦玉縣議會議長的穗坂邦夫所成立，集團下事業包括：
- 學校法人醫學專科學校
  - 補習班 - 藥學專題（薬学ゼミナール）
  - 專科學校 - 醫學專科學校 理學療法學科（医学アカデミー 理学療法学科）
- 醫療法人瑞穗會
  - 川越復健醫院（川越リハビリテーション病院）
  - 城南中央醫院（城南中央病院）
- 株式會社藥專題情報教育中心（株式会社薬ゼミ情報教育センター）
  - 真心藥局（まごころ薬局）
  - 書籍事業部

## 外部連結
- （日語） 瑞穗集團 （页面存档备份，存于）